# Damien Magee
Damien Magee (n. 17 noiembrie 1945, Belfast) a fost un pilot englez de Formula 1 care a evoluat în Campionatul Mondial între anii 1975 și 1976.